# Liberi (vrijen)
De benaming liberi wordt sinds de 12de eeuw gebruikt als groep getuigen in de oorkondeboeken. Het wordt gebruikt tegenover clerici, nobiles en ministeriales.
In de 11de en de 12de eeuw werden de homines franci of koningsvrijen liberi genoemd. Voor de 12de eeuw hadden ook voogdvrijen het predicaat liberi. In die tijd werd liberi in tegenstelling tot de onvrije ministerialen eveneens voor  nobiles gebruikt. Dat is verwarrend waardoor in sommige literatuur nobiles en liberi ten onrechte gelijkgesteld werden. Er waren ook niet-edele liberi. Voor het graafschap Namen wordt tot ongeveer 1100 aangenomen dat er niet-edele vrije personen waren. Daarna werden liberi en nobiles gelijkgesteld. Kleine liberi hadden zich niet kunnen handhaven tegen de groeiende macht van de grote heren en kozen begin 12de eeuw voor een vorm van onvrijheid. De bisschop van Utrecht gebruikte tot 1172 de term 'liberi homines' voor graven en edelen.
In het Sticht Utrecht waren de liberi in de 13de eeuw grotendeels uitgestorven. Die overbleven waren (semi)landsheerlijk geworden. In Gelre waren de edelvrije en koningsvrije opgenomen in de ridderschappen.
In Friesland is het vroeg-middeleeuwse goed van de liberi uit de Karolingische of voor-Karolingische tijd overgegaan in het eigenerfdengoed.